# Relativistisches Beaming
Relativistisches Beaming ist ein Effekt der speziellen Relativitätstheorie, dem zufolge die Abstrahlung eines bewegten Objekts aus Sicht eines äußeren Beobachters in Bewegungsrichtung gebündelt und verstärkt erscheint.
Beaming ergibt sich als Kombination von Aberration und relativistischem Dopplereffekt. In der Praxis spielt er beispielsweise bei der Erzeugung von Synchrotronstrahlung in Teilchenbeschleunigern sowie in der Astrophysik bei relativistischen Jets eine Rolle.